# Ludwik Bogusławski

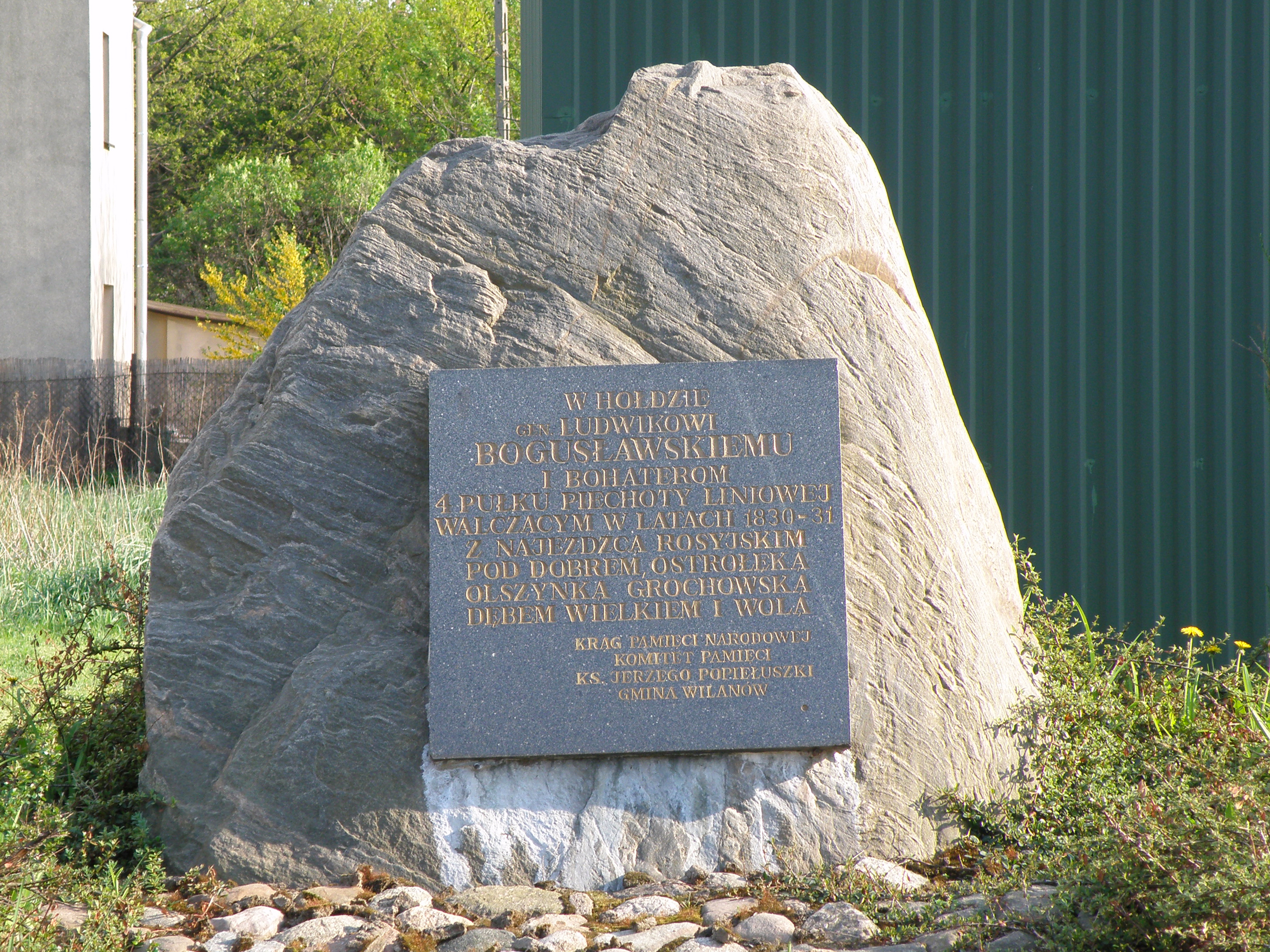
Upamiętnienie Ludwika Bogusławskiego w Alei Chwały na Olszynce Grochowskiej

Ludwik Bogusławski (ur. 25 sierpnia 1773 w Górznie, zm. 20 listopada 1840 roku w Warszawie) – generał dywizji Wojska Polskiego, uczestnik wojen napoleońskich i powstania listopadowego, odznaczony orderem Virtuti Militari i dwukrotnie Legią Honorową.

## Pochodzenie
Według „Herbarza” S. Uruskiego oraz historyka M. Melocha, autora hasła w Polskim Słowniku Biograficznym, Ludwik Bogusławski pochodził z rodziny pieczętującej się herbem Prus II, jego ojcem miał być Jan Bogusławski, a matką Marianna z Gromadzkich. Zarazem, tenże Uruski, pisząc: "kapitan w legionach włoskich 1800, zaszczytnie odbył kampanie 1812-1814, pułkownik wojsk polskich, fligiel adjutant cesarski 1829 (…)", myli Ludwika Bogusławskiego (który nie służył w Legionach) z Ferdynandem Jakubem Bogusławskim (1759-1819), oficerem Legionów Polskich, również herbu Prus II.
Z kolei, wg „Herbarza” A. Bonieckiego Ludwik Bogusławski wywodził się z rodziny Bogusławskich herbu Rawicz, imiona jego rodziców nie są znane, a jego rodzeństwo to Józefa (zm. 1839, zamężna za Kazimierzem Krzysztoporskim) i Tekla (zamężna Straszewska) .

## Miejsce urodzenia
Wg Tarczyńskiego urodził się w Górznie w woj. kaliskim, wg PSB w Górznie w obwodzie konińskim w woj. kaliskim, a wg Encyklopedii PWN w Górznie koło Konina. 
Miejscowości o nazwie Górzno, która miałaby się znajdować w pobliżu Konina, nie odnotowuje XIX-wieczny "Słownik geograficzny Królestwa Polskiego". W obecnym woj. wielkopolskim (stan na 2022 r.) istnieją dwie miejscowości o nazwie Górzno: w powiecie ostrowskim (dawniej pow. pleszewski) i w powiecie leszczyńskim, zaś w woj. łódzkim (obejmującym wschodnią część dawnego Kaliskiego) nie ma takiej miejscowości. 
Wg genealogicznego portalu prowadzonego przez Fundację im. Ignacego Kapicy miejscem urodzenia gen. L. Bogusławskiego jest wspomniane Górzno w powiecie ostrowskim, podobnie podaje portal Kalendarium Południowej Wielkopolski.

## Służba wojskowa
Wstąpił do wojska polskiego w 1790, służąc w 1 Regimencie Pieszym, wpierw jako szeregowiec, potem w stopniu furiera (1791), brał udział w wojnie z Rosją (1792). Jako podoficer walczył podczas insurekcji kościuszkowskiej (1794), awansował wówczas na podporucznika (15 lipca). 
Po utworzeniu armii Księstwa Warszawskiego (1807) rozpoczął służbę w 2 pułku piechoty, otrzymał stopień porucznika, następnie kapitana. Brał udział w wojnie z Austrią (1809), Rosją (1812) i w ostatnich kampaniach napoleońskich w latach 1813 i 1814, dowodząc pułkiem w bitwie pod Lipskiem.
Po powstaniu kontrolowanego przez Rosję Królestwa Polskiego (1815) wstąpił do jego armii, gdzie otrzymał awans na podpułkownika (1817), w 1820 został dowódcą 4 pułku piechoty (tzw. Czwartacy), którym dowodził w momencie wybuchu powstania listopadowego (29/30 listopada 1830).
Był w składzie sądu orzekającym w pierwszym procesie Waleriana Łukasińskiego, nieformalnie sprzeciwiając się skazaniu.
W czasie powstania, rozkazem z 26 stycznia 1831 został dowódcą 1 Brygady w 3 Dywizji Piechoty. Po bitwie o Olszynkę Grochowską awansowany na generała brygady (9 marca 1831). W dniu 31 marca 1831 kierował rozstrzygającym natarciem pod Dębem Wielkim. 20 sierpnia 1831 otrzymał stopień generała dywizji, a 28 września został zdymisjonowany; przez ten okres był dowódcą 3 Dywizji Piechoty.
Po upadku powstania aresztowany i zesłany do Rosji, do miejscowości Perm. Powrócił w 1833. Pochowany na warszawskich Powązkach. 
Odznaczony Złotym Krzyżem Virtuti Militari, Legią Honorową, a także Orderem Świętego Stanisława II klasy w 1829 roku. W 1830 roku został nagrodzony Znakiem Honorowym za 20 lat służby.